# Milan Associazione Calcio 1967-1968
Questa voce raccoglie le informazioni riguardanti il Milan Associazione Calcio nelle competizioni ufficiali della stagione 1967-1968.

## Stagione

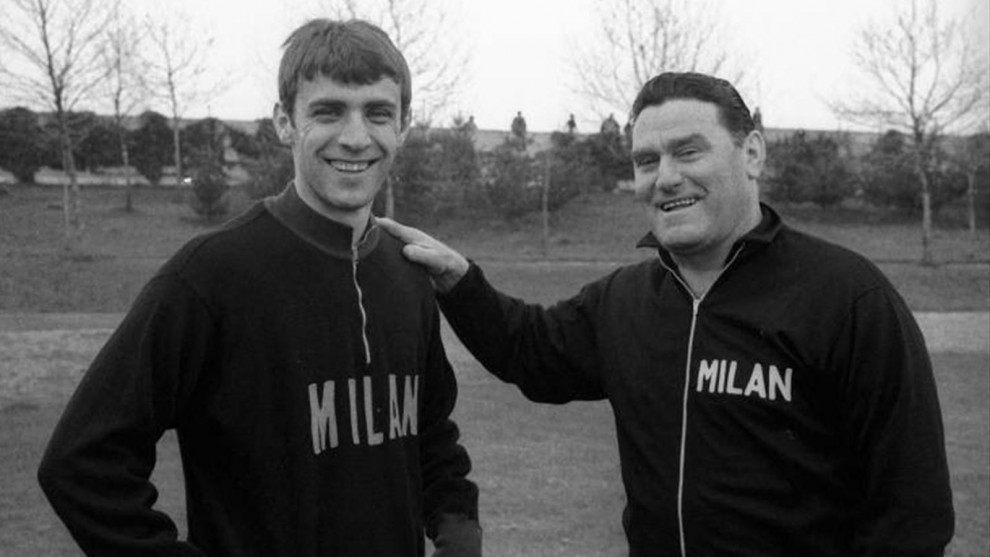
L'attaccante Pierino Prati e il tecnico Nereo Rocco, entrambi di ritorno al Milan nell'estate 1967.

La stagione 1967-1968 è la prima da presidente per Franco Carraro che subentra al padre Luigi scomparso per infarto. Il Milan, guidato da Nereo Rocco tornato a sedersi in panchina, conquista lo scudetto, il primo a sedici squadre del dopoguerra, trascinato da Pierino Prati, che vince il titolo di capocannoniere con 15 reti. Il successo nazionale arriva matematicamente a quattro giornate dal termine (record per il club) con la vittoria sul Brescia. Dopo aver vinto il girone di andata i rossoneri chiudono il campionato a +9 sul Napoli inseguitore, distacco record per i campionati italiani a sedici squadre.
Quello che vince il suo nono scudetto è un Milan che vede la sua formazione titolare formata dal neo-acquisto Fabio Cudicini fra i pali, Schnellinger, l'altro nuovo acquisto Malatrasi, Anquiletti e Rosato nel ruolo di difensori, un centrocampo con il capitano Rivera affiancato da Lodetti e Trapattoni e attaccanti come Sormani, il nuovo acquisto Kurt Hamrin e Prati, cresciuto nelle giovanili e inserito in prima squadra dopo un anno di prestito, così come il centrocampista Nevio Scala.

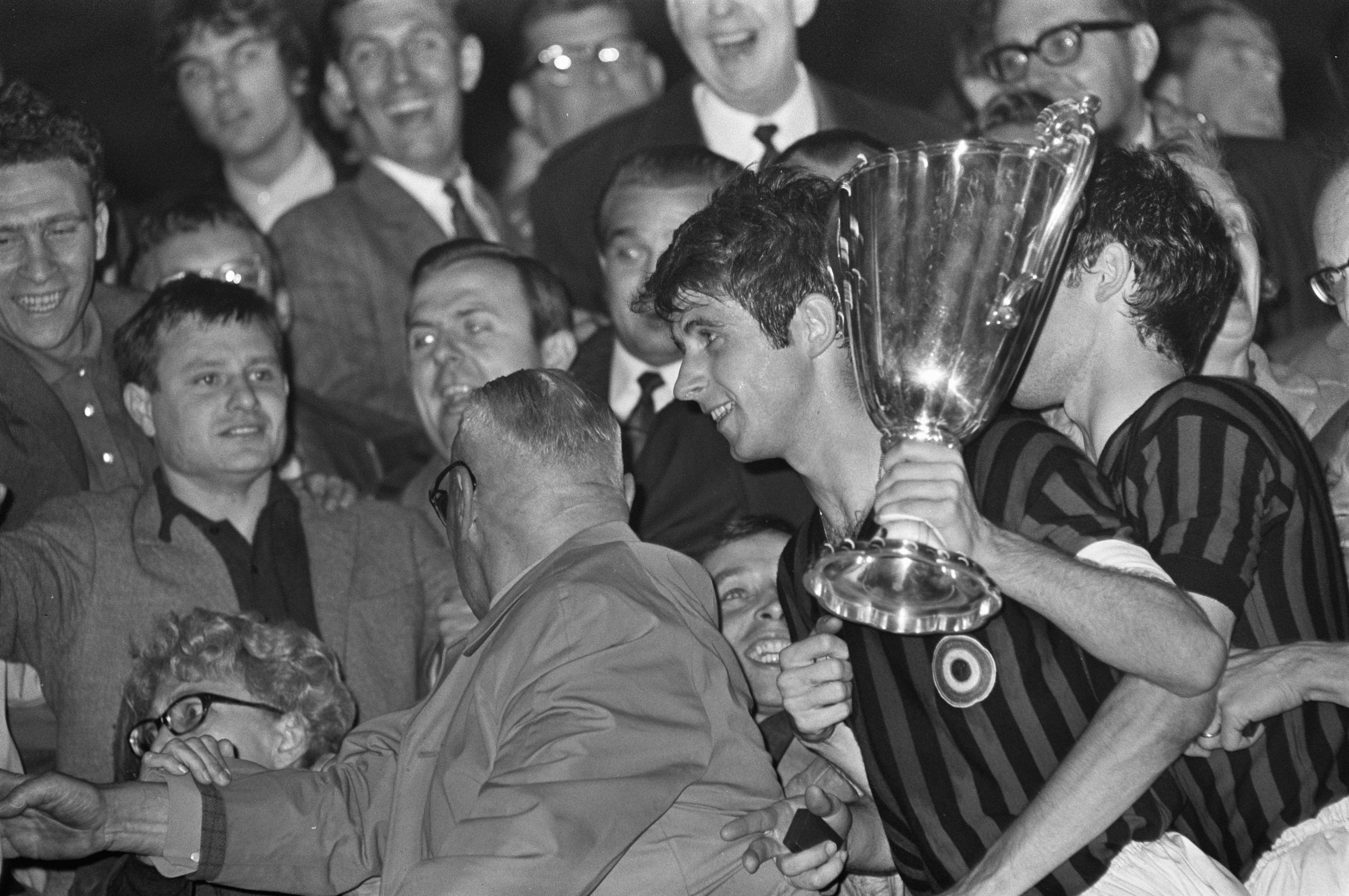
Il capitano rossonero Gianni Rivera con la Coppa delle Coppe

Il 23 maggio arriva anche la prima Coppa delle Coppe della storia del club, conquistata a spese dell'Amburgo grazie ad una doppietta di Hamrin, nella finale giocata a Rotterdam. La vittoria arriva dopo un cammino durante il quale i rossoneri eliminano il Levski Sofia al primo turno (sconfitto con il risultato totale di 6-2), il Gyori ETO agli ottavi (superato grazie alla regola dei gol in trasferta), lo Standard Liegi ai quarti (successo ottenuto imponendosi per 2-0 nello spareggio) e il Bayern Monaco, detentore del trofeo, in semifinale (superato 2-0 a San Siro).
La squadra sfiora anche il terzo titolo: in Coppa Italia infatti si piazza seconda, due punti dietro il Torino nel gruppo finale della competizione. Nel 1968 si forma inoltre il gruppo ultras rossonero chiamato Fossa dei Leoni.

## Divise
| Casa | Trasferta |

## Organigramma societario
Area direttiva
- Presidente: Franco Carraro
- Vice presidente: Federico Sordillo
- Segretario: Bruno Passalacqua

Area tecnica
- Allenatore: Nereo Rocco
- Allenatore in seconda: Marino Bergamasco
- Aiuto allenatore: Cesare Maldini

Area sanitaria
- Medico sociale: Giovanni Battista Monti, Pier Giovanni Scotti
- Massaggiatore: Giuseppe Campagnoli, Ruggiero Ribolzi, Carlo Tresoldi

## Rosa

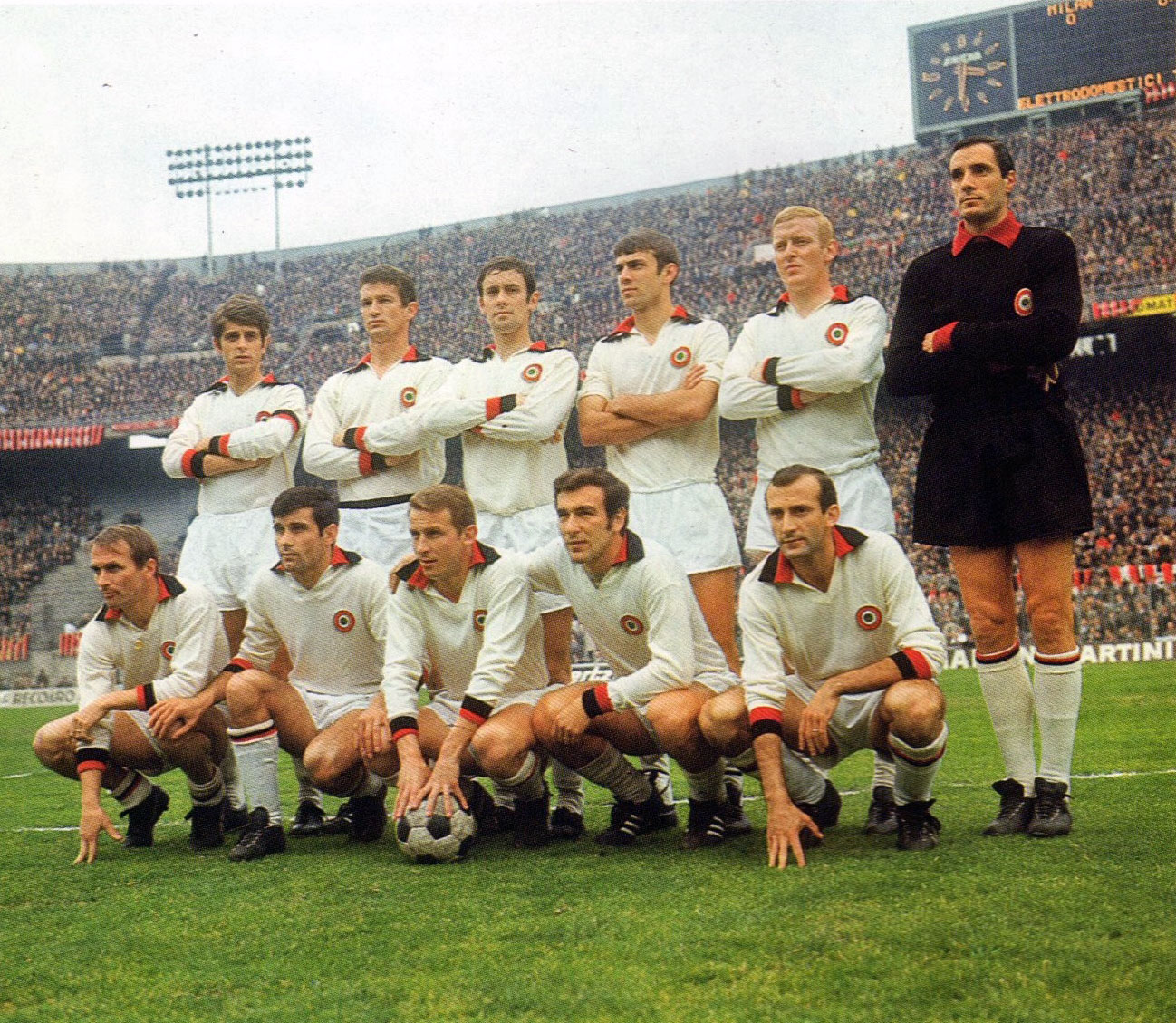
Formazione del Milan nella stagione 1967-68, con indosso la seconda divisa bianca, all'interno dello stadio San Siro

| N. |                           | Ruolo | Calciatore                          |
| -- | ------------------------- | ----- | ----------------------------------- |
|    | Italia (bandiera)         | P     | Pierangelo Belli                    |
|    | Italia (bandiera)         | P     | Fabio Cudicini                      |
|    | Italia (bandiera)         | P     | Villiam Vecchi                      |
|    | Italia (bandiera)         | D     | Angelo Anquilletti                  |
|    | Italia (bandiera)         | D     | Bruno Baveni                        |
|    | Italia (bandiera)         | D     | Saul Malatrasi                      |
|    | Italia (bandiera)         | D     | Roberto Rosato                      |
|    | Italia (bandiera)         | D     | Nello Santin                        |
|    | Germania Ovest (bandiera) | D     | Karl-Heinz Schnellinger             |
|    | Italia (bandiera)         | D     | Giovanni Trapattoni (vice capitano) |
|    | Italia (bandiera)         | C     | Massimo Giacomini                   |

| N. |                      | Ruolo | Calciatore               |
| -- | -------------------- | ----- | ------------------------ |
|    | Italia (bandiera)    | C     | Giovanni Lodetti         |
|    | Italia (bandiera)    | C     | Gianni Rivera (capitano) |
|    | Italia (bandiera)    | C     | Giorgio Rognoni          |
|    | Italia (bandiera)    | C     | Nevio Scala              |
|    | Argentina (bandiera) | A     | Antonio Angelillo        |
|    | Italia (bandiera)    | A     | Lino Golin               |
|    | Svezia (bandiera)    | A     | Kurt Hamrin              |
|    | Italia (bandiera)    | A     | Bruno Mora               |
|    | Italia (bandiera)    | A     | Pierino Prati            |
|    | Italia (bandiera)    | A     | Angelo Sormani           |

## Calciomercato
| Acquisti | Acquisti        | Acquisti   | Acquisti |
| R.       | Nome            | da         | Modalità |
| -------- | --------------- | ---------- | -------- |
| A        | Angelillo       | Lecco      | -        |
| D        | Sergio Beorchia | Pordenone  | -        |
| P        | Fabio Cudicini  | Brescia    | -        |
| C        | Lino Golin      | Verona     | -        |
| A        | Kurt Hamrin     | Fiorentina | -        |
| D        | Saul Malatrasi  | Lecco      | -        |
| C        | Giorgio Rognoni | Modena     | -        |
| C        | Nevio Scala     | Roma       | -        |

| Cessioni | Cessioni                     | Cessioni   | Cessioni |
| R.       | Nome                         | a          | Modalità |
| -------- | ---------------------------- | ---------- | -------- |
| D        | Amarildo Tavares da Silveira | Fiorentina | -        |
| D        | Fausto Daolio                | Verona     | -        |
| A        | Renato Faloppa               | Arezzo     | -        |
| A        | Marco Fazzi                  | Savona     | -        |
| C        | Giuseppe Ferrero             | Monza      | -        |
| A        | Giuliano Fortunato           | Lazio      | -        |
| A        | Riccardo Innocenti           | Lecco      | -        |
| P        | Claudio Mantovani            | Bari       | prestito |
| D        | Gilberto Noletti             | Sampdoria  | -        |
| A        | Nello Saltutti               | Lecco      | -        |

## Risultati

### Serie A

#### Girone di andata
| Arbitro: | Gonella (Torino) |

|            |           |                                  |
| Brenna 80’ | Marcatori | 15’, 52’, 78’ Sormani 53’ Hamrin |

| Milano 1º ottobre 1967 2ª giornata | Milan          | 0 – 0 | Fiorentina | Stadio San Siro (73 008 spett.)\| Arbitro: \| Pieroni (Roma) \| |
| Arbitro:                           | Pieroni (Roma) |       |            |                                                                 |

| Arbitro: | Monti (Ancona) |

|          |           |            |
| Cané 32’ | Marcatori | 43’ Hamrin |

| Arbitro: | Picasso (Chiavari) |

|                                |           |                |
| Mora 5’ Rivera 13’, 35’ (rig.) | Marcatori | 64’ Bercellino |

| Arbitro: | D'Agostini (Roma) |

|             |           |            |
| Benitez 58’ | Marcatori | 78’ Rivera |

| Milano 29 ottobre 1967 6ª giornata | Milan               | 0 – 0 | Juventus | Stadio San Siro (62 724 spett.)\| Arbitro: \| Lo Bello (Siracusa) \| |
| Arbitro:                           | Lo Bello (Siracusa) |       |          |                                                                      |

| Arbitro: | Francescon (Padova) |

|                     |           |                            |
| Riva 3’, 58’ (rig.) | Marcatori | 38’ (aut.) Longo 56’ Prati |

| Arbitro: | Possagno (Treviso) |

|                  |           |  |
| Sormani 32’, 51’ | Marcatori |  |

| Arbitro: | Monti (Ancona) |

|                               |           |                |
| Demarco 27’ Rosato 68’ (aut.) | Marcatori | 21’, 44’ Prati |

| Milano 3 dicembre 1967 10ª giornata | Milan          | 0 – 0 | Atalanta | Stadio San Siro (41 683 spett.)\| Arbitro: \| Vitullo (Roma) \| |
| Arbitro:                            | Vitullo (Roma) |       |          |                                                                 |

| Arbitro: | Bernardis (Trieste) |

|                     |           |                |
| D'Alessi 89’ (rig.) | Marcatori | 68’, 86’ Prati |

| Arbitro: | Monti (Ancona) |

|                               |           |                             |
| Poletti 25’ (rig.) Combin 53’ | Marcatori | 24’, 44’ Hamrin 36’ Lodetti |

| Arbitro: | Di Tonno (Lecce) |

|                                      |           |                         |
| Rivera 8’ Sormani 44’ Prati 57’, 70’ | Marcatori | 39’ Haller 83’ Tentorio |

| Arbitro: | Gonella (Torino) |

|                                |           |  |
| Prati 29’, 90’ Losi 78’ (aut.) | Marcatori |  |

| Arbitro: | Francescon (Padova) |

|                           |           |             |
| Sogliano 27’ Anastasi 53’ | Marcatori | 79’ Sormani |

#### Girone di ritorno
| Arbitro: | Toselli (Cormons) |

|                                  |           |                      |
| Sormani 15’ Rivera 66’ Prati 89’ | Marcatori | 11’ Bigon 19’ Bozzao |

| Arbitro: | Gonella (Torino) |

|  |           |                      |
|  | Marcatori | 59’ Prati 65’ Rivera |

| Arbitro: | Monti (Ancona) |

|                     |           |             |
| Rivera 9’ Prati 90’ | Marcatori | 72’ Barison |

| Arbitro: | Picasso (Chiavari) |

|  |           |                     |
|  | Marcatori | 60’ (aut.) Giagnoni |

| Arbitro: | Lo Bello (Siracusa) |

|            |           |               |
| Hamrin 27’ | Marcatori | 2’ Cappellini |

| Arbitro: | Francescon (Padova) |

|            |           |                      |
| Zigoni 22’ | Marcatori | 14’ Prati 48’ Hamrin |

| Arbitro: | Toselli (Cormons) |

|  |           |              |
|  | Marcatori | 15’ Hitchens |

| Arbitro: | Sbardella (Roma) |

|  |           |                                   |
|  | Marcatori | 56’, 72’ (rig.) Rivera 82’ Hamrin |

| Arbitro: | De Robbio (Torre Annunziata) |

|                       |           |  |
| Hamrin 16’ Rivera 82’ | Marcatori |  |

| Arbitro: | Lattanzi (Roma) |

|  |           |                                   |
|  | Marcatori | 18’ Sormani 71’, 77’ (rig.) Prati |

| Arbitro: | De Marchi (Pordenone) |

|            |           |  |
| Rivera 88’ | Marcatori |  |

| Arbitro: | Lo Bello (Siracusa) |

|                           |           |            |
| Lodetti 10’ Angelillo 41’ | Marcatori | 6’ Poletti |

| Arbitro: | Francescon (Padova) |

|              |           |             |
| Guarneri 70’ | Marcatori | 54’ Sormani |

| Arbitro: | Possagno (Treviso) |

|            |           |          |
| Taccola 9’ | Marcatori | 3’ Golin |

| Arbitro: | Lattanzi (Roma) |

|             |           |  |
| Sormani 29’ | Marcatori |  |

### Coppa Italia

#### Turni preliminari
| Arbitro: | Monti (Ancona) |

|                               |           |  |
| Hamrin 34’ Longoni 39’ (aut.) | Marcatori |  |

| Arbitro: | Motta (Milano) |

|                           |                      |            |
| Tamborini 89’             | Marcatori            | 37’ Rivera |
| Anastasi Vastola Da Pozzo | Tiri di rigore 3 – 5 | Rivera     |

#### Quarti di finale
| Arbitro: | Acernese (Roma) |

|            |           |            |
| Muiesan 7’ | Marcatori | 67’ Rivera |

| Arbitro: | Canova (Bologna) |

|                                         |           |             |
| Lodetti 22’, 46’ Sormani 25’ Rivera 51’ | Marcatori | 59’ Mujesan |

#### Girone finale
| Torino 13 giugno 1968 1ª giornata | Torino           | 0 – 0 | Milan | Stadio Comunale (11 460 spett.)\| Arbitro: \| Sbardella (Roma) \| |
| Arbitro:                          | Sbardella (Roma) |       |       |                                                                   |

| Milano 16 giugno 1968 2ª giornata | Inter          | 0 – 0 | Milan | Stadio San Siro (43 030 spett.)\| Arbitro: \| Monti (Ancona) \| |
| Arbitro:                          | Monti (Ancona) |       |       |                                                                 |

| Arbitro: | Angonese (Mestre) |

|                       |           |         |
| Prati 42’ Sormani 89’ | Marcatori | 7’ Pace |

| Arbitro: | Di Tonno (Lecce) |

|          |           |             |
| Prati 6’ | Marcatori | 86’ Facchin |

| Arbitro: | Bernardis (Trieste) |

|                                                    |           |                        |
| Sormani 30’ Hamrin 52’ Schnellinger 78’ Rosato 86’ | Marcatori | 3’ Nielsen 66’ Achilli |

| Arbitro: | Lo Bello (Siracusa) |

|                                   |           |           |
| Schnellinger 46’ (aut.) Turra 88’ | Marcatori | 61’ Prati |

### Coppa delle Coppe
| Arbitro: | Zečević |

|                                                  |           |               |
| Sormani 51’ Hamrin 53’, 70’ Anquilletti 83’, 86’ | Marcatori | 63’ Asparuhov |

| Arbitro: | Faruk Talu |

|               |           |             |
| Asparuhov 74’ | Marcatori | 11’ Sormani |

| Arbitro: | Dienst |

|                  |           |                  |
| Gyorffi 29’, 80’ | Marcatori | 19’, 81’ Sormani |

| Arbitro: | Helmut |

|           |           |          |
| Prati 22’ | Marcatori | 6’ Szalo |

| Arbitro: | Zsolt |

|              |           |           |
| Claessen 33’ | Marcatori | 20’ Prati |

| Arbitro: | Barde |

|             |           |                |
| Rognoni 40’ | Marcatori | 73’ Jurkiewicz |

| Arbitro: | Barde |

|                     |           |  |
| Prati 2’ Rivera 48’ | Marcatori |  |

| Arbitro: | Gracia |

|                       |           |  |
| Sormani 51’ Prati 74’ | Marcatori |  |

| Monaco di Baviera 8 maggio 1968 Semifinale - Ritorno | Bayern Monaco | 0 – 0 | Milan | Grünwalder Stadion (42 000 spett.)\| Arbitro: \| Dienst \| |
| Arbitro:                                             | Dienst        |       |       |                                                            |

| Arbitro: | Ortiz de Mendibil |

|                |           |  |
| Hamrin 3’, 19’ | Marcatori |  |

## Statistiche

### Statistiche di squadra
| Competizione      | Punti | In casa | In casa | In casa | In casa | In casa | In casa | In trasferta | In trasferta | In trasferta | In trasferta | In trasferta | In trasferta | Totale | Totale | Totale | Totale | Totale | Totale | DR  |
| Competizione      | Punti | G       | V       | N       | P       | Gf      | Gs      | G            | V            | N            | P            | Gf           | Gs           | G      | V      | N      | P      | Gf     | Gs     | DR  |
| ----------------- | ----- | ------- | ------- | ------- | ------- | ------- | ------- | ------------ | ------------ | ------------ | ------------ | ------------ | ------------ | ------ | ------ | ------ | ------ | ------ | ------ | --- |
| Serie A           | 46    | 15      | 10      | 4       | 1       | 24      | 9       | 15           | 8            | 6            | 1            | 29           | 15           | 30     | 18     | 10     | 2      | 53     | 24     | +29 |
| Coppa Italia      | 7     | 5       | 4       | 1       | 0       | 13      | 5       | 5            | 0            | 4            | 1            | 3            | 4            | 10     | 4      | 5      | 1      | 16     | 9      | +7  |
| Coppa delle Coppe | -     | 6       | 4       | 2       | 0       | 13      | 3       | 4            | 0            | 4            | 0            | 4            | 4            | 10     | 4      | 6      | 0      | 17     | 7      | +10 |
| Totale            | -     | 26      | 18      | 7       | 1       | 40      | 17      | 24           | 8            | 14           | 2            | 36           | 23           | 50     | 26     | 21     | 3      | 86     | 40     | +46 |

### Statistiche dei giocatori
| Giocatore          | Serie A  | Serie A | Coppa Italia | Coppa Italia | Coppa delle Coppe | Coppa delle Coppe | Totale   | Totale |
| Giocatore          | Presenze | Reti    | Presenze     | Reti         | Presenze          | Reti              | Presenze | Reti   |
| ------------------ | -------- | ------- | ------------ | ------------ | ----------------- | ----------------- | -------- | ------ |
| A. V. Angelillo    | 3        | 1       | 6            | 0            | 0                 | 0                 | 9        | 1      |
| A. Anquilletti     | 30       | 0       | 10           | 0            | 10                | 2                 | 50       | 2      |
| B. Baveni          | 4        | 0       | 2            | 0            | 1                 | 0                 | 7        | 0      |
| P. Belli           | 12       | -13     | 4            | -2           | 3                 | -4                | 19       | -19    |
| F. Cudicini        | 18       | -11     | 7            | -7           | 7                 | -3                | 32       | -21    |
| M. Giacomini       | 1        | 0       | 3            | 0            | 0                 | 0                 | 4        | 0      |
| L. Golin           | 4        | 1       | 6            | 0            | 0                 | 0                 | 10       | 1      |
| K. Hamrin          | 23       | 8       | 8            | 2            | 8                 | 4                 | 39       | 14     |
| G. Lodetti         | 29       | 2       | 10           | 2            | 10                | 0                 | 49       | 4      |
| S. Malatrasi       | 28       | 0       | 4            | 0            | 8                 | 0                 | 40       | 0      |
| B. Mora            | 9        | 1       | 3            | 0            | 1                 | 0                 | 13       | 1      |
| P. Prati           | 23       | 15      | 7            | 3            | 8                 | 4                 | 38       | 22     |
| G. Rivera          | 29       | 11      | 5            | 3            | 10                | 1                 | 44       | 15     |
| G. Rognoni         | 2        | 0       | 6            | 0            | 3                 | 1                 | 11       | 1      |
| R. Rosato          | 28       | 0       | 9            | 1            | 10                | 0                 | 47       | 1      |
| N. Santin          | 0        | 0       | 1            | 0            | 0                 | 0                 | 1        | 0      |
| N. Scala           | 7        | 0       | 0            | 0            | 3                 | 0                 | 10       | 0      |
| K. H. Schnellinger | 27       | 0       | 9            | 1            | 10                | 0                 | 46       | 1      |
| A. B. Sormani      | 29       | 11      | 10           | 3            | 9                 | 5                 | 48       | 19     |
| G. Trapattoni      | 24       | 0       | 9            | 0            | 9                 | 0                 | 42       | 0      |
| V. Vecchi          | 1        | 0       | 0            | 0            | 0                 | 0                 | 1        | 0      |